# 23. století př. n. l.
24. století př. n. l. – 23. století př. n. l. – 22. století př. n. l.

## Události
Přibližně v polovině století začala klimatická událost, která způsobila rozsáhlá dlouhotrvající sucha. Těm jsou připisovány značné dopady na tehdejší civilizace, např. podíl na pádu staroegyptské říše, akkadské říše nebo čínské kultury Liang-ču. Touto událostí začíná svrchní holocén (meghalay), nejmladší geologický čas; jeho počátek je přesně datován 4200 B. P. neboli 4250 b2k, tedy do roku 2250 př. n. l.
- asi 2300 př. n. l. – Začala doba bronzová.
- asi 2300–2200 př. n. l. – Byla zhotovena hlava muže z Ninive (dnešní Kujundžik v Iráku). Nyní se nachází v Iráckém muzeu v Bagdádu.
- 2295 př. n. l. – Sargon I., král z Akkadu, zemřel.
- 2289 př. n. l.? – Egyptský panovník Pepi II Neferkare, nejdéle vládnoucí monarcha všech dob, zemřel ve věku 100 let po vládě trvající 94 let.
- asi 2285 př. n. l. – Narodila se Enheduanna, velekněžka boha měsíce Nanny v Uru (nynější Tell al-Mukajjar v Iráku).
- 2260 př. n. l. – Král Narám-Sín obnovil přes početná povstání akkadskou říši a rozšířil své panství do Sýrie a východní Malé Asie.
- asi 2254–2218 př. n. l. – Byla zhotovena Naramsinova stéla. Nyní je v muzeu v pařížském Louvru.
- 2254 př. n. l. – Egyptský král Pjopej II. nastoupil na trůn jako šestiletý.